# Lambangan (Wonoayu)
Lambangan is een bestuurslaag in het regentschap Sidoarjo van de provincie Oost-Java, Indonesië. Lambangan telt 3097 inwoners (volkstelling 2010).